# نيلس جونسون
نيلس جونسون (بالنرويجية البوكمول: Nils Johnson)‏ هو ممثل نرويجي، ولد في 19 يونيو 1956 في النرويج.

## وصلات خارجية
- نيلس جونسون على موقع IMDb (الإنجليزية)